# Baie de Corio
Pour les articles homonymes, voir Corio (homonymie).
La baie de Corio (en anglais : Corio Bay) est une baie australienne de l'État du Victoria, appendice occidental de la baie de Port Phillip, située à une cinquantaine de kilomètres au Sud-Ouest de Melbourne. L'agglomération de Geelong est située sur sa rive Ouest. 
De nombreuses compétitions de voile et des activités de plaisance y ont lieu. 
On peut aussi noter l'implantation d'industries dans la ville de Corio, notamment d'une raffinerie de pétrole de la compagnie Shell.